# Volcano Disaster Assistance Program
Le Volcano Disaster Assistance Program est un programme de l'Institut d'études géologiques des États-Unis et l'United States Office of Foreign Disaster Assistance dont l'objectif est de permettre une réponse adaptée à certaines situations d'urgence causées par des phénomènes volcaniques de par le monde. Il a été développé après l'éruption du Nevado del Ruiz en 1985, une éruption volcanique qui tua 23 000 personnes. Il a permis de sauver plus de 5 000 vies en encourageant l'évacuation des pentes du volcan philippin Pinatubo deux jours avant son éruption en 1991.